# Етеокл
Етео́кл (дав.-гр. Ἐτεοκλῆς) — син Едіпа та Іокасти. Коли Едіп залишив Фіви, Етеокл поділив царську владу із своїм братом Полініком. Сварки й незгоди між братами призвели до того, що Полінік звернувся до Адраста, який організував ополчення проти Етеокла — похід «Сімох проти Фів». Коли багато героїв полягло в боях, Етеокл і Полінік вирішили закінчити справу двобоєм, у якому обидва загинули.
У трагедії Есхіла «Семеро проти Фів» Етеокл виступає як мужній воїн, для якого найголовніше — честь вітчизни; Евріпід у «Фінікіянках», навпаки, змальовує Етеокла марнославним та честолюбним.